# Germán Filloy
Germán Filloy (Córdoba, Argentina, 10 de octubre de 1957) es un exjugador de baloncesto argentino. Jugó a nivel profesional en Argentina y Brasil, y fue miembro de la selección nacional de su país. Fue campeón nacional y sudamericano con el Sírio de Brasil, ganó en cuatro oportunidades el título de la Liga Nacional de Básquet de Argentina como parte de Atenas, y fue reconocido como el MVP de la LNB en 1987 y el Mejor Sexto Hombre de la LNB en 1992. Tras retirarse de la actividad, se convirtió en representante de jugadores.

## Trayectoria

### Clubes
Surgido de la cantera de Hindú, jugó con el equipo mayor de esa institución siendo parte del plantel que alcanzó la final del Campeonato Argentino de Clubes de 1982, donde cayeron ante Obras Sanitarias. Luego de ello reforzó, precisamente, a Obras Sanitarias en el Campeonato Sudamericano de Clubes Campeones disputado en Buenos Aires y Montevideo, torneo en que su equipo terminó en la segunda colocación.
En mayo de 1982 arribó a Brasil para fichar con Sírio, club que acababa de desprenderse del alero Oscar Schmidt. Filloy se adaptó rápidamente al baloncesto brasileño, haciendo un importante aporte para que su equipo conquistase la Taça Brasil de Básquetbol de 1983 y el Campeonato Sudamericano de Clubes Campeones de 1984. En 1985 dejó Sao Paulo para instalarse en Río de Janeiro tras haber sido contratado por el Flamengo. Allí permaneció un año y medio en el que su equipo no obtuvo títulos nacionales pero si estatales. 
Filloy regresó a la Argentina en 1986, rechazando la propuesta que la Confederación Brasileña de Basketball le había realizado para nacionalizarse y jugar con su selección. Se unió a Atenas con la intención de disputar la Liga Nacional de Básquet. Durante su paso por Brasil su nivel de juego había mejorado, especialmente en el aspecto defensivo. Acompañado por otras estrellas locales como Marcelo Milanesio, Héctor Campana y Fernando Prato, Filloy se consagró campeón del torneo más importante del baloncesto argentino en 1987, siendo además reconocido como el MVP del torneo. Al año siguiente el equipo repitió la hazaña, aunque Filloy terminó el certamen severamente lesionado en una de sus rodillas.
En 1989 dejó Córdoba para sumarse al proyecto de Pacífico de Bahía Blanca, equipo que ambicionaba con conquistar el título de la LNB. Sin embargo, por los problemas económicos que atravesaba el país, el club no pudo sostener su participación en el torneo y terminó abandonando la competición antes de que terminase la temporada. Filloy sólo jugó 9 partidos con los bahienses. 
Luego de ello el alero retornaría a Atenas, pero esta vez para ser parte del cuerpo de suplentes. Aun así Filloy se destacó en su nueva función y aportó su talento para que su equipo conquistase dos nuevos títulos nacionales (1990 y 1992). De hecho tan valiosa fue la tarea del jugador, que la prensa especializada lo reconoció como el Mejor Sexto Hombre de la temporada 1991-92. 
A mediados de 1992, próximo a cumplir los 35 años, fichó con Banco de Córdoba. Aunque en la pretemporada se especulaba con que Filloy sería una de las figuras del equipo, lo cierto es que las lesiones afectaron su desempeño, por lo que terminó retirándose del baloncesto profesional antes de que terminase oficialmente la temporada.

### Selección nacional
Pese a ser un jugador destacado, Filloy actuó escasamente con la selección de básquetbol de Argentina. 
Durante su etapa juvenil fue convocado para integrar el combinado nacional de la categoría, pero el jugador no respondió el llamado para no verse obligado a abandonar los estudios de ingeniería agronómica que realizaba en la Universidad Nacional de Córdoba.
Con el equipo mayor sólo jugó en el Torneo de las Américas de 1988, donde intervino en 6 encuentros y anotó 81 puntos. Las lesiones afectaron sus convocatorias posteriores.

## Palmarés

### Clubes
- Esporte Clube Sírio:
  - Taça Brasil de Básquetbol: 1983
  - Campeonato Sudamericano de Clubes Campeones: 1984

- Clube de Regatas do Flamengo:
  - Campeonato del Estado de Río de Janeiro: 1985, 1986

- Asociación Deportiva Atenas:
  - Liga Nacional de Básquet: 1987, 1988, 1990 y 1991-92

### Individuales
- MVP de la Temporada de la Liga Nacional de Básquet: 1987

- Mejor Sexto Hombre de la Liga Nacional de Básquet: 1991-92

## Vida privada
Germán Filloy es padre de Ariel Filloy, Demián Filloy, Pablo Filloy y Juan Manuel Filloy, los cuales han jugado baloncesto de manera profesional.
Es parte del staff de la agencia de representación deportiva Interperformances.com.
Junto con Ariel Viola escribió el libro El zen y el arte del basketball (ISBN 9789501710281), publicado en 1995 por la Editorial Kier. 